# Рива Паласио, Висенте
Висенте Рива Паласио (исп. Vicente Riva Palacio, 16 октября 1832, Мехико, Мексика — 22 ноября 1896, Мадрид, Испания) — мексиканский писатель, юрист, политический деятель, один из организаторов сопротивления во время Франко-мексиканской войны, историк, автор исторического романа «Пираты Мексиканского залива» (Los piratas del golfo).
Его родители: Мариано Рива Паласио и Долорес Герреро, дочь героя Войны за Независимость, который позднее стал вторым президентом Мексики — генерала Висенте Герреро.
С середины 1850-х гг. Паласио занимал различные государственные посты и депутатское кресло. Популярность завоевал как автор романов о жизни Мексики колониальной эпохи («Монахиня и замужняя, дева и мученица», 1868; «Мартин Гаратуса», 1868; «Пираты Мексиканского залива», 1869; «Возвращение мертвых», 1870 и др.).